# FA-MAS
FA-MAS（Fusil d' Assaut de la Manufacture d' Armes de Saint-Étienne：ファマス、ファーマス）は、フランスのGIAT（現・NEXTER）傘下のサン＝テティエンヌ造兵廠が製造したブルパップ方式のアサルトライフルである。
文書によっては-を省略してFAMASと書かれる場合もある。その形状から、「クレーロン」（le clairon, 軍隊ラッパ）とも通称された。

## 概要

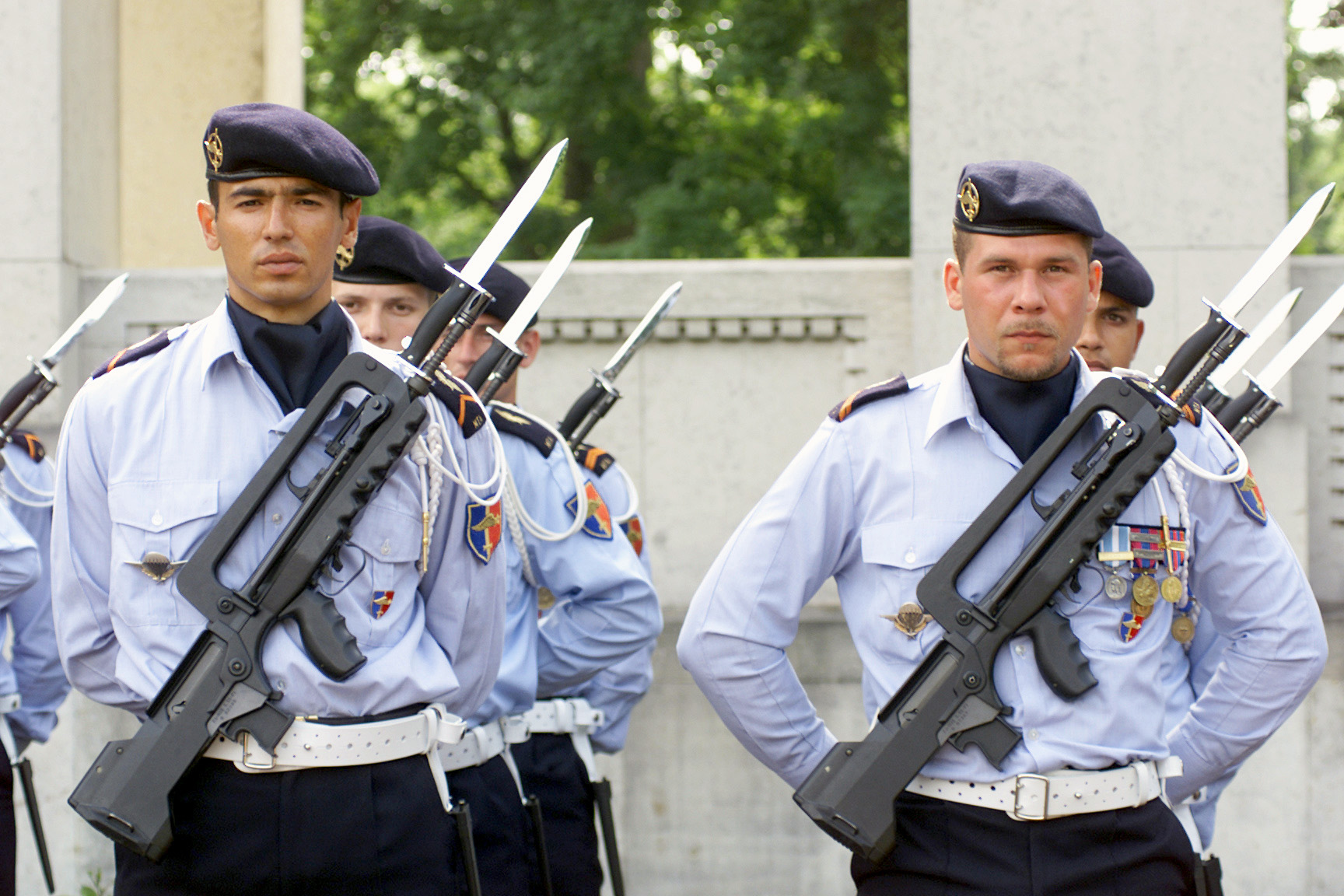
銃剣とダミー弾倉ブロックを装着したFA-MASを装備したフランス空軍兵

1977年7月にフランス陸軍が旧式化したMAS 49半自動小銃やMAT 49の後継として制式採用した。価格はF1が1,500€（ユーロ）、G2が3,000€。
FA-MASは、全長75.7cm、重量3.7kg、口径5.56mmのブルパップ型ライフルで、上部レシーバーにはM16のような大型キャリングハンドルがあり、光学照準器を取り付けることができる。アイアンサイト（照星と照門）は銃身に取り付けられ、キャリングハンドルによって左右を保護されている。伏射の姿勢を安定させるために、取り外し可能な二脚を標準装備している。初期型のF1や後継のG1では専用の25発弾倉を使用し、弾倉を装着していない際に異物が銃へ侵入しないよう、マガジンウェルに挿入するダミーブロックが用意されている。1994年から製造されているG2バージョンからはSTANAG マガジンが使用できる。
装備総局は2017年より順次H&K HK416Fと入れ替えていくと公表した。交換作業は2027年終了を目指している。

## 特徴

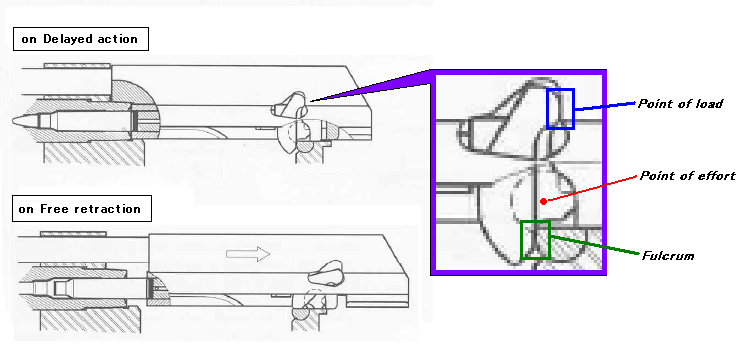
レバー遅延式ブローバック概念図
遅延状態（上）と自由後退状態（下）の比較：力点（青）・作用点（赤）・支点（緑）の第3種てこが構成されている

携帯性向上のため、銃身を縮めずに全長の短縮が可能なブルパップ型のデザインとなっており、作動機構としてAA-52機関銃と同様のレバー遅延式ブローバックを採用している。レバー遅延式ブローバックは、てこの原理を利用してボルトの開放を遅延させる方式で、H&K G3小銃やH&K HK21機関銃のローラー遅延式ブローバックと同じ系統の作動方式だが、こちらはレシーバー・ボルト・ボルトキャリアの三部品が2本の爪を持つレバー（てこ）を介して連結される構造となっている。
ガス・ポートが存在しない長い銃身を持つため、命中精度は良好である。反動を制御し易いブルパップ形状、銃身軸線が射手の肩の下方に位置するデザイン、反動がマイルドなレバー遅延式ブローバックの効果などが複合し、連射速度が比較的高いにもかかわらず、安定性・集弾性はともに良好であるとされる。コッキングハンドルは銃の上面にあることから左右どちらの側からでも操作でき、ボルトキャリアと結合しているため、射撃時にはボルトキャリアにともなって前後動を行う。ボルトキャリアを後退位置で保持するホールドオープン機能は無い。伏せ撃ちなどの依託射撃に使うための二脚が標準装備されている。銃剣は銃身の上側に装着される。
セレクターにも工夫があり、オプションパーツとしてバースト（3点射）ユニットが組み込めるようになっている。引き金前方には回転レバー式のセレクターがあり、安全・セミオート（単射）・連射を切り替えられる。そしてこれとは別に、弾倉口後ろの機関部下面に連射時用のレバースイッチが用意され、これを「0」に合わせるとフルオート、「3」に合わせるとバーストへと切り替わる。FA-MASのバースト（3点射）は、反動で射手の姿勢が変化する前に3点射を行う事で集弾性を向上させていて、この発想はH&K G11やVP70の影響から生まれたもので、同様の発想に基づく製品としてはM93RやAN-94が知られているが、G11やAN-94のような特別なリコイルシステムは搭載されていない。
さらにFA-MASにはライフルグレネードの運用機能もあり、対人・対軽装甲用のAPAV 40と対装甲用のAC 58が用意されている。直接照準用と間接照準用のアリダード式照準器二種類が付属しており、前者は射距離75ないし100メートルの対装甲車両戦闘時に用いる。後者では、射手が伏せ撃ちの姿勢を取って、床尾板を地面に当てたFA-MASを斜めに支えて用いる。射距離の調節は、FA-MASの水平面からの角度と、ライフルグレネードを銃口に差し込む長さとを組み合わせることで行い、最長340メートルと設定されている。
初期型ではキャリングハンドルが固定式であることから、取り付けられる光学照準器が制限されていたが、後期型ではキャリングハンドルを脱着式とし、ピカティニー・レール付きの物に交換できるよう改良された。ただ、取り付け部直下にコッキングハンドルが存在する基本構造は変わらないため、光学照準機は依然として実際の射線からやや高い位置に離れてしまう。

## 欠点と対処
精度の低下
ブルパップ型を採用することで全長を短縮する利点を得たが、その代償に前後サイトの間隔を十分に得られなくなり、長距離射撃時の命中精度に誤差が生じやすくなった。そこで二脚を標準装備にすることで接地時の安定性を向上させて、依託射撃時の命中精度の維持を図った。
健康被害
銃床に機構を組み込む構造故、射撃姿勢をとると顔の位置に機構が存在することになり健康問題が生じた。
呼吸器系
顔の直近に排出された硝煙を吸い込むことになり、呼吸器系の健康を害する可能性を問題視されている。
聴覚系
射撃姿勢をとると機構の直近に耳を近づける形になり作動音や破裂音が鼓膜を痛める可能性を問題視されている。
顔への怪我
排出口が顔の位置になるため薬莢が顔に当たる危険性がある。整備時に部品の向きを入れ替えることで排莢方向を左右に変更できるようになっているが、現代戦で行われる左撃ちと右撃ちを臨機応変に切り替える用法に対応できない欠点が残った。
弾の相性問題
初期型のF1はアメリカ軍で使用されているM193弾を想定して設計されたために、標準仕様のNATO弾を使用すると薬莢がちぎれて動作不良を起こす危険がある。鉄製の薬莢のNATO弾を生産し、他国製のNATO弾の使用を禁じて応急対処を行った。後期モデルであるG2へのアップグレードでSTANAG マガジン対応に併せて標準NATO弾も使えるようにしたが、依然F1も現役であるため鉄製薬莢はそのまま使われ続けている。

## バリエーション

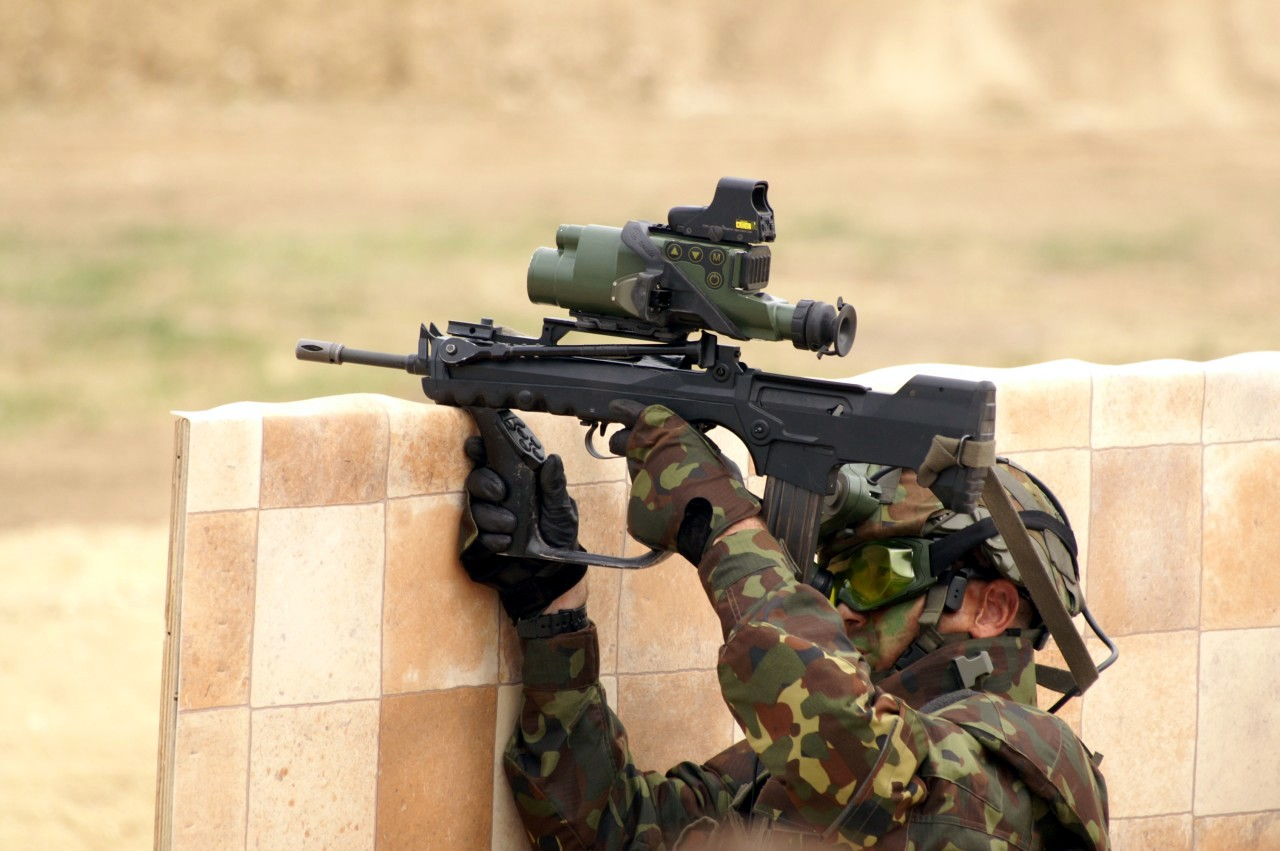
仏陸軍『Felin（歩兵用統合装備）』第二世代モデル専用に開発された「FA-MAS Felin」のデモンストレーション
キャリングハンドルを廃し設けられた専用マウントに載る「統合型光学照準システム」が映した映像を、トリガー前部の「コントロールハンドル」下部から有線で専用ヘッドマウントディスプレイに投影する機能が付与されたため、遮蔽物に隠れたまま射撃する事も可能

F1
スタンダードモデル。
F1 スナイパー
キャリングハンドルをAUGタイプの通常より一回り小さいマウントレールに変更したモデル。
G1
F1にハンドガードがついたモデル。
G2
G1をSTANAG マガジンが使用できるようにしたモデル。
G2 コマンド
カービンモデル。
G2 SMG
G2 コマンドにバーティカルグリップを付けたモデル。二脚も外されている。
G2 ピカティニーレール
F1 スナイパーをSTANAG マガジンが使用できるようにしたモデル。
G2 スナイパー
F1 スナイパーの銃身延長モデル。
民生品としてフルオート、3点バーストを排除したものがフランス国内で300丁、北米用が300丁の計600丁のみ販売されていた。3点バーストの切り替えスイッチ自体は存在するが、機能しない。

## エピソード
日本では東京マルイの電動ガンシリーズの第1弾としてリリースされたことにより知名度が大きく上がった。FA-MASを選んだ理由は「M16等の黙っていても売れるモデルではなく、性能が伴っていなければ売れないモデルを選んだ」、「電動ガンが売れなかった際に、メカボックスをガスユニットと交換してガスガンとして販売できるようフレーム容量に余裕があるモデルを選んだ」と公式発表されている。
フランス外人部隊に所属経験もある元傭兵の高部正樹は著書にて、「フランス人は自国のものに高いプライドを持っているが、彼らが唯一貶していたのがFA-MASだった」、「彼らはFA-MASを『実戦で使う銃じゃない』等と言い、武器庫においても削り出しフレームのAK47、中国製の56式とともに最後まで残っている銃の常連だった」、「日本では実銃をろくに知らない人々に名銃と持ち上げられている」と記している。コンバットマガジンにてコラムを連載していた小峯隆生も同誌で「日本ではトイガンの大傑作である東京マルイ電動ガンの第1弾として人気を博したせいか名銃というイメージがあるが、ハッキリ言ってそんないいものじゃない」と発言している。

## 画像

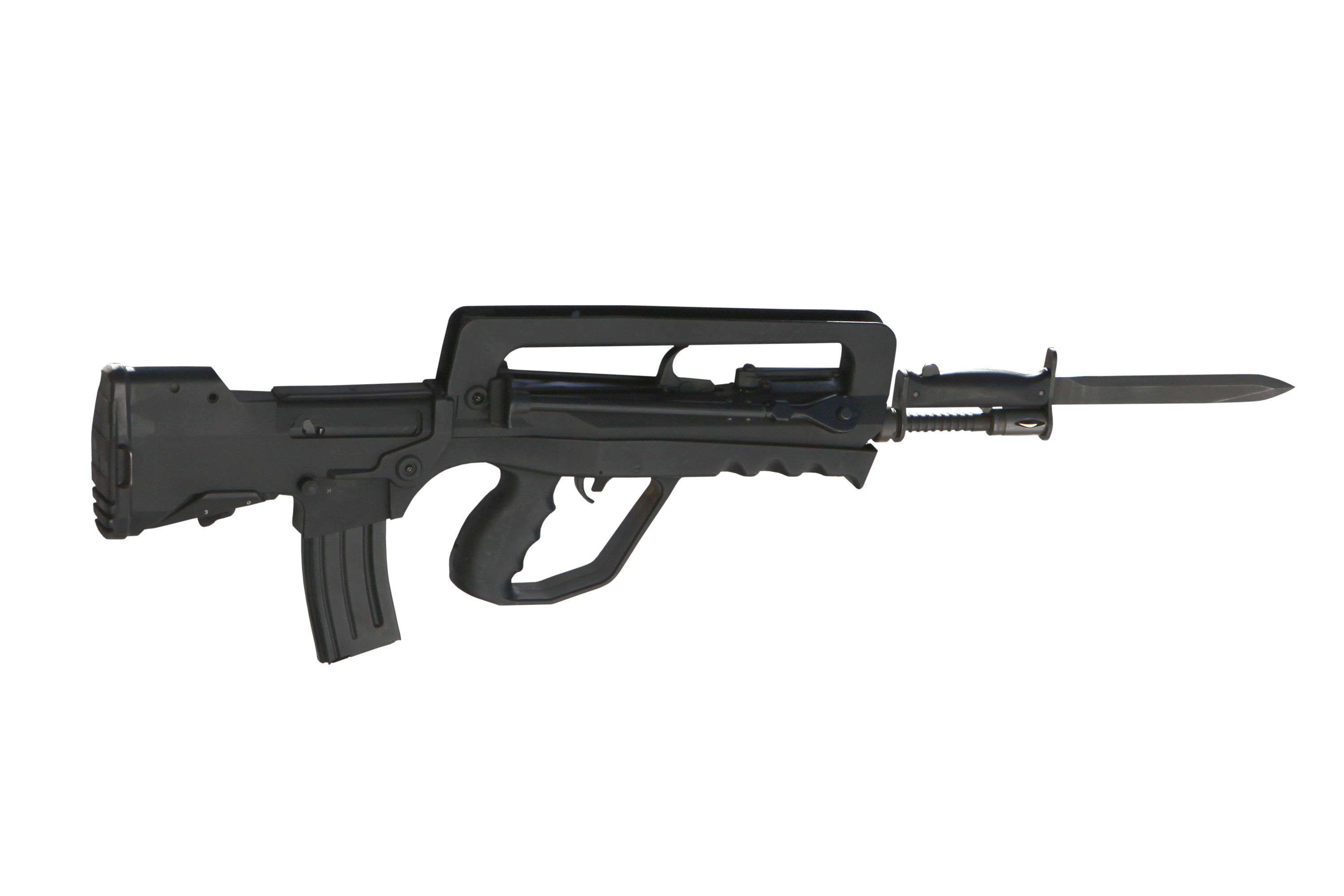
銃剣を装着したFA-MAS G2
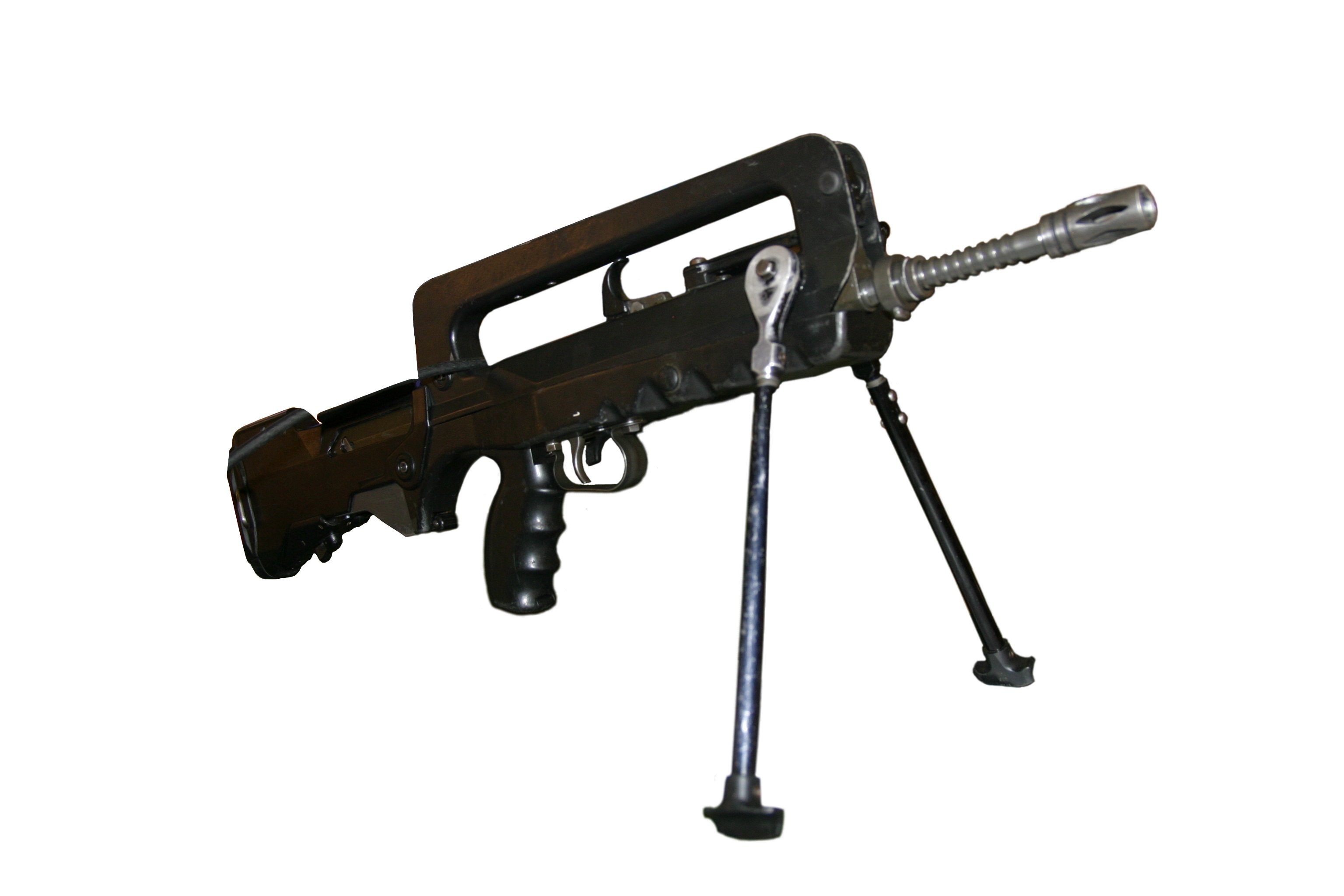
二脚を展開した状態
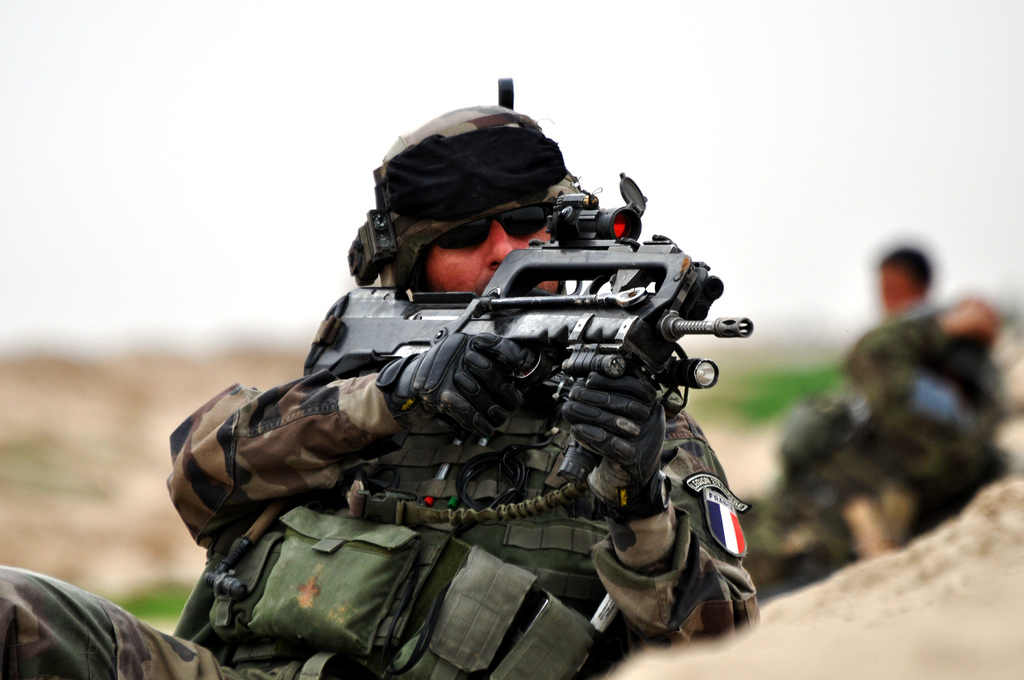
光学機器を多数搭載したFA-MASを構えるフランス外人部隊兵
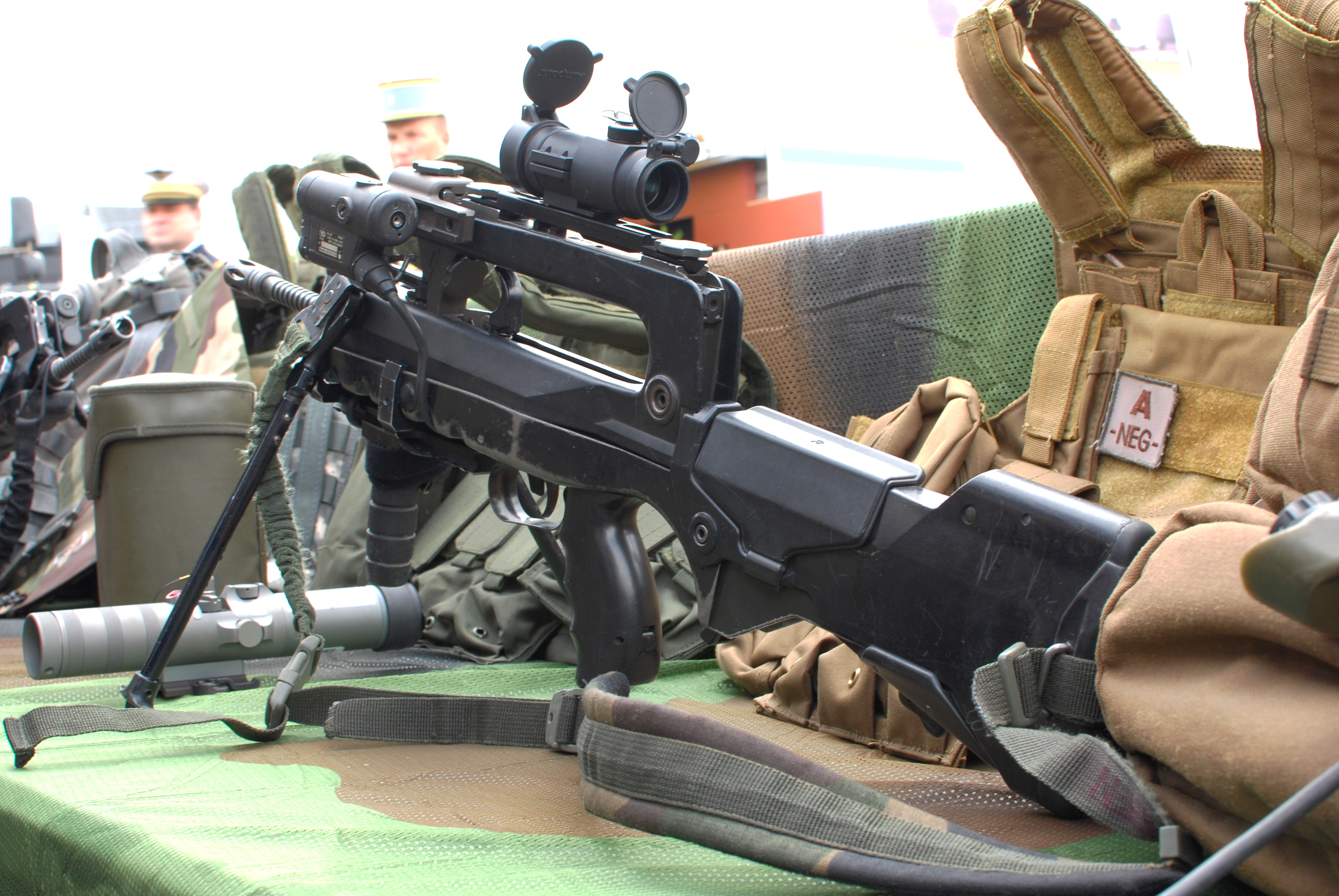
展示されているFA-MAS
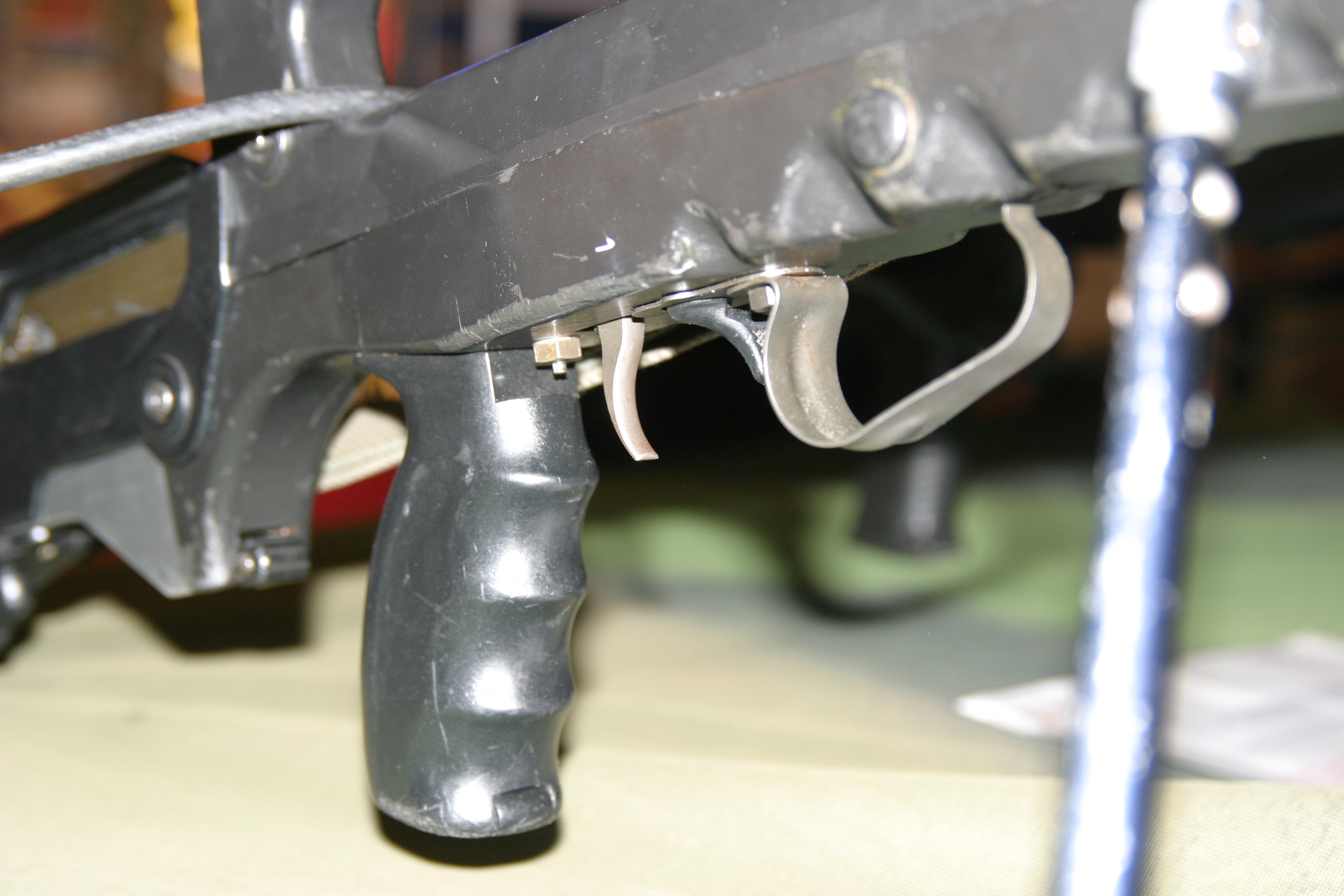
トリガーガードを外側に移動させた状態
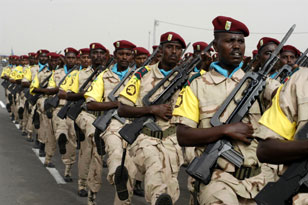
FA-MASを持つジブチ兵
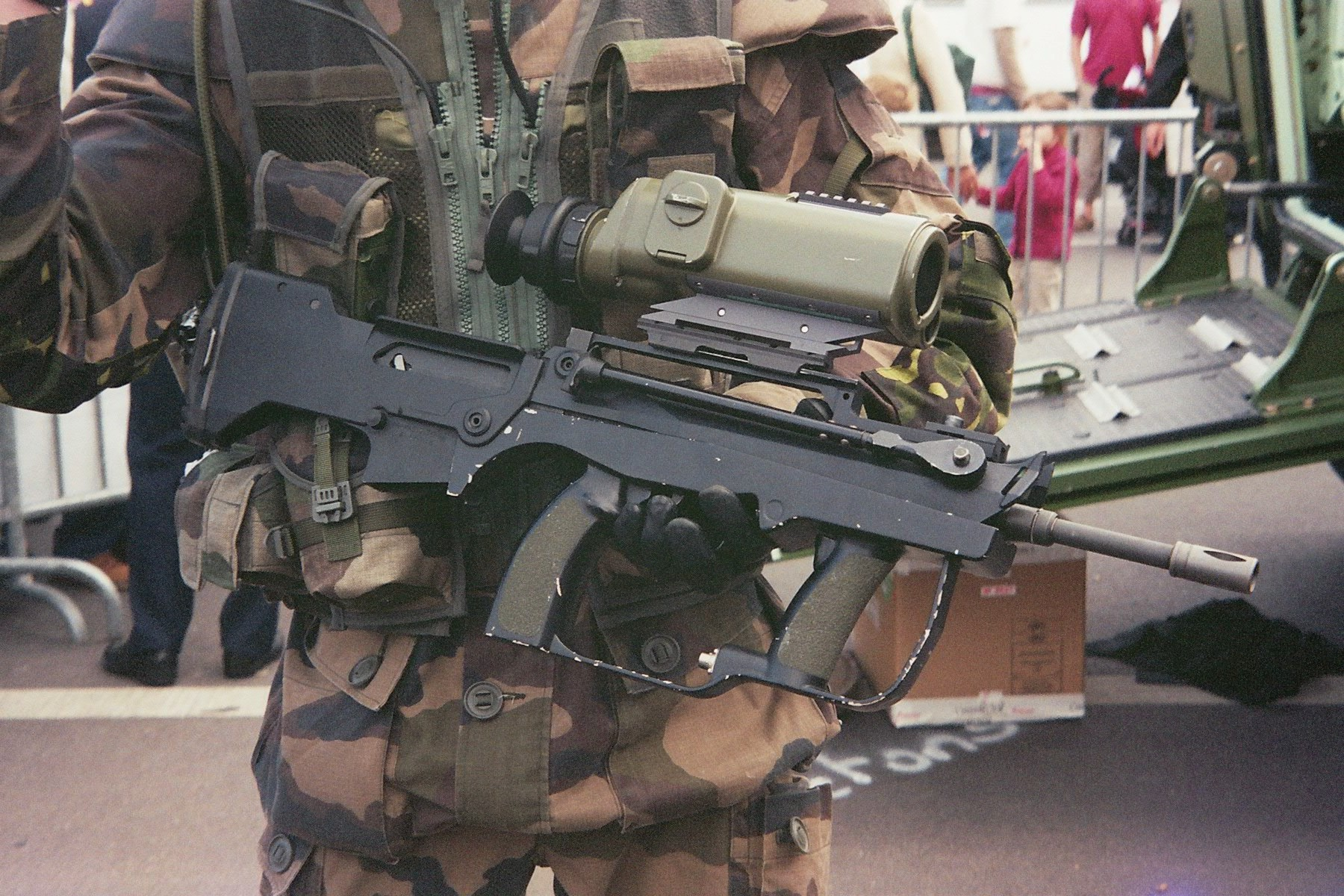
FA-MAS Felin プロトタイプ
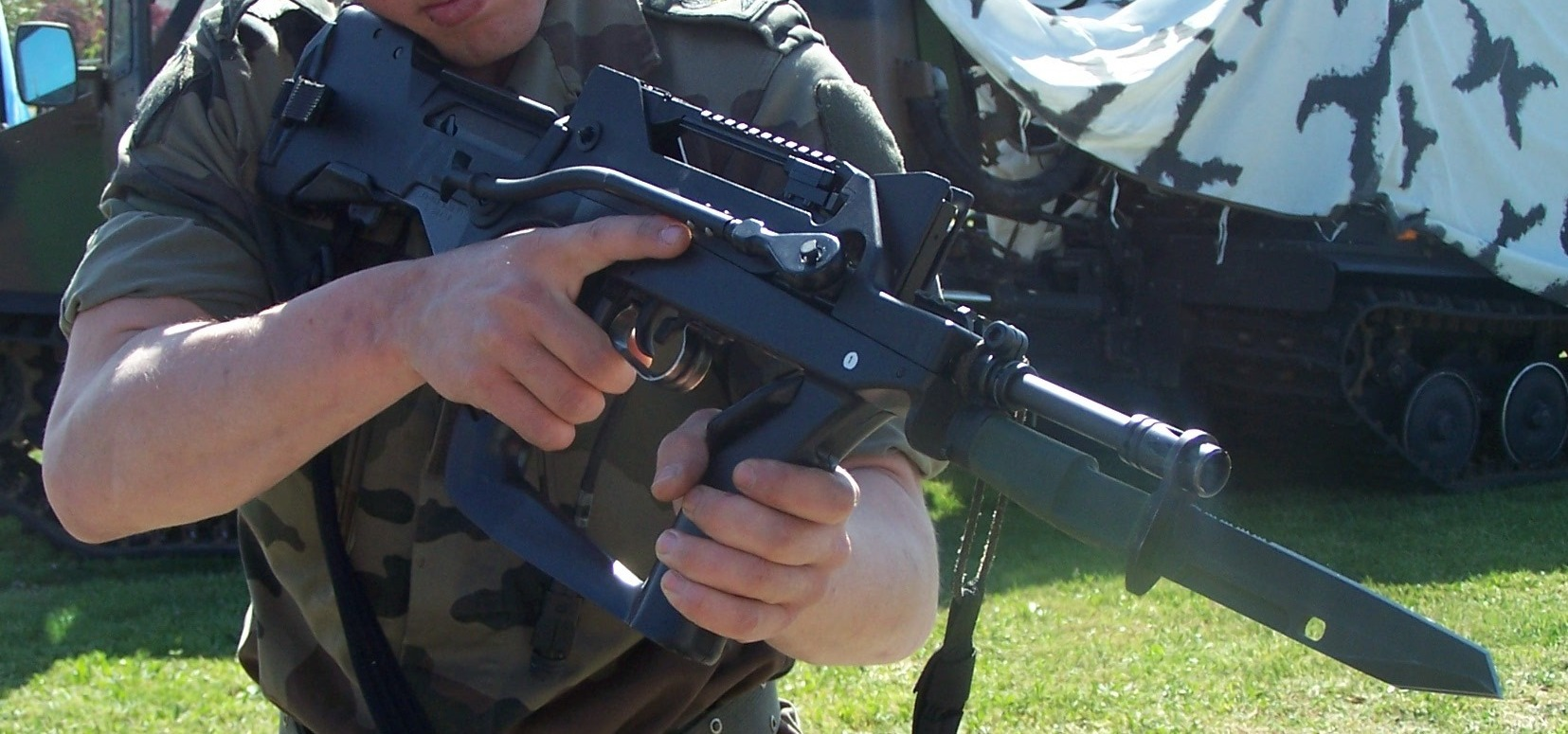
電子光学機器を外して銃剣を付けたFA-MAS Felin
FA-MAS F1とG2の比較図
APAV40 ライフルグレネードを装着

## 使用国
- フランス
- アラブ首長国連邦
- セネガル
- カメルーン
- ガボン
- ジブチ
- フィリピン

フランスおよび旧フランス領諸国以外の採用は、F1型がアラブ首長国連邦軍、G2型はフィリピン国家警察の特殊部隊Special Action Forceに採用されている。

## 登場作品

### 映画・テレビドラマ
『スズメバチ』
全編を通じて主人公が使用。ブルパップ方式の本銃の特性を生かし、室内戦で威力を発揮する。
『特捜戦隊デカレンジャー』
第49話にS.P.D.の装備としてG1が登場。一般隊員たちがデカベースに侵入してきたドロイド軍団に対して使用する。
『平成仮面ライダーシリーズ』
『仮面ライダークウガ』
第39話に警視庁SATの装備としてG1が登場。未確認生命体第43号「ゴ・ザザル・バ」に対して、第43号が持つ毒素を中和する成分を含んだ弾丸を撃ち込むために使用される。
『仮面ライダー555』
第44話に重武装警官隊の装備としてG1が登場。ホースオルフェノクとクレインオルフェノクに対して使用される。
『仮面ライダーディケイド』
第12話に「アギトの世界」の警察の装備としてG1が登場。警官隊が神経断裂弾を装填し、未確認生命体に対して使用する。

### アニメ・漫画
『Charlotte』
13話で相手が使用
『Project PAPO』
Project PAPO「First」第4話にて登場。兵士が使用。
『エウレカセブンAO』
ゲネラシオン・ブル社の警備員などが装備している。
『キューティクル探偵因幡』
OPに登場。
『銀魂』
アニメ版172話に登場。凶悪犯を運ぶ護送車に同乗した兵士らが装備している。
『クレヨンしんちゃん 電撃!ブタのヒヅメ大作戦』
秘密組織「SML」の装備としてF1が登場。主要人物の1人である「SML」隊員のコードネーム「筋肉」が、秘密結社「ブタのヒヅメ」の戦闘員たちに対して使用する。「ブタのヒヅメ」幹部のブレイドに対しては、弾切れを起こした上に素早いブレイドの攻撃で、サイドアームのデザートイーグルを取り出したり、マガジンを交換する暇がなかったため、そのまま鈍器として使用する。
『こちら葛飾区亀有公園前派出所』
「ボルボ式射撃特訓の巻」に登場。
『遠い海から来たCOO』
フランス軍の特殊部隊および水兵が使用する。また、特殊部隊から鹵獲したものを主人公達も使用する。
『謎の老婆』
『ルパン三世 ワルサーP38』
暗殺組織「タランチュラ」の殺し屋と警備兵（他の殺し屋達と異なり、赤紫のベレー帽と軍服を着ている）が使用。

### ゲーム
『APB Reloaded』
「FFA 5.56」の名称でG1とG2が登場。
『Far Cry 3』
『PlayerUnknown's Battlegrounds』
北欧マップ「Livik」限定武器として登場する。
『X operations』
「FAMAS」の名称で登場。装弾数は少ないが、連射速度が非常に高い。
『カウンターストライクオンライン』
『ゴーストリコン ワイルドランズ』
「G2」の名称で登場。
『コール オブ デューティシリーズ』
『CoD:MW2』
ロシア超国家主義派が使用する。3点バースト。
『CoD:BO』
ハドソンらCIAが使用する。しかし、ゲームの設定年代が1960年代なので本来は存在しない。
『CoD:BO3』
「FFAR」の名称で近代化改修を施したものが登場する。
『CoD:MW』
「FR 5.56」という名称で登場。3点バースト。
『CoD:mobile』
F1モデルが「FR 5.56」という名称で登場。しかしフルオートになっている。
G2モデルが｢FFAR 1｣の名称で登場。｢FR 5.56｣と同様にフルオート。
『スペシャルフォース2』
『ソードアート・オンライン フェイタル・バレット』
着剣状態のG2が「Sylph」の名称で登場。ただし、フォアエンドなど外見が若干アレンジされた架空銃である。リーファの他、一部のムービーで主人公も使用。
『ディビジョン』
「FAMAS」の名称で登場後、「ブルフロッグ」に改称される。
『ドールズフロントライン』
G1を萌え擬人化したものが星4戦術人形「Fr FAMAS」として登場。
『バトルフィールドシリーズ』
『BF2』
EU衛生兵で使用可能。
『Project Reality（BF2）』
フランス軍の標準装備としてFA-MAS F1が登場。 スコープはM68 CCO・EOTech 552・Scrome J4からの選択。兵科によってはアイアンサイトも選択可能。
FA-MAS用のライフルグレネードとして、対人用にAPAV-40を4発、対装甲用にAC-58を1発、煙幕弾にFUM-50を4発携行している。
『BF3』
DLC「Back to Karkand」にて実装。
『BF4』
ゲーム内の兵科、突撃兵の武器として登場。
『BFH』

『フォートナイト』
「バーストアサルトライフル」という名称で宝箱から入手可能。レアリティーは白、緑、青。弾数は20発で2点バーストになっている（これらはシーズン3への移行で弱体化）。
『ブルーアーカイブ -Blue Archive-』
ミレニアムサイエンススクールの生徒、一之瀬アスナが使用。
『メタルギアソリッド』
スネークと敵兵が使用。
『レインボーシックス シージ』
「F2」の名称で登場。攻撃オペレーター「TWITCH」で使用可能。
『BulletForce』
FAMASという名称で登場する。

### 小説
『遠い海から来たCOO』
SDECEが使用。